# Institución Ferial de Cádiz
El Institución Ferial de Cádiz o IFECA es un centro de convenciones y ferias situado en la ciudad de Jerez de la Frontera (Cádiz), España. Fue inaugurado en 1991.
Desde 2014, el lugar está dedicado a la memoria del hostelero jerezano Antonio Rodríguez Álvarez, destacado por su 'cáterin'.

## Localización

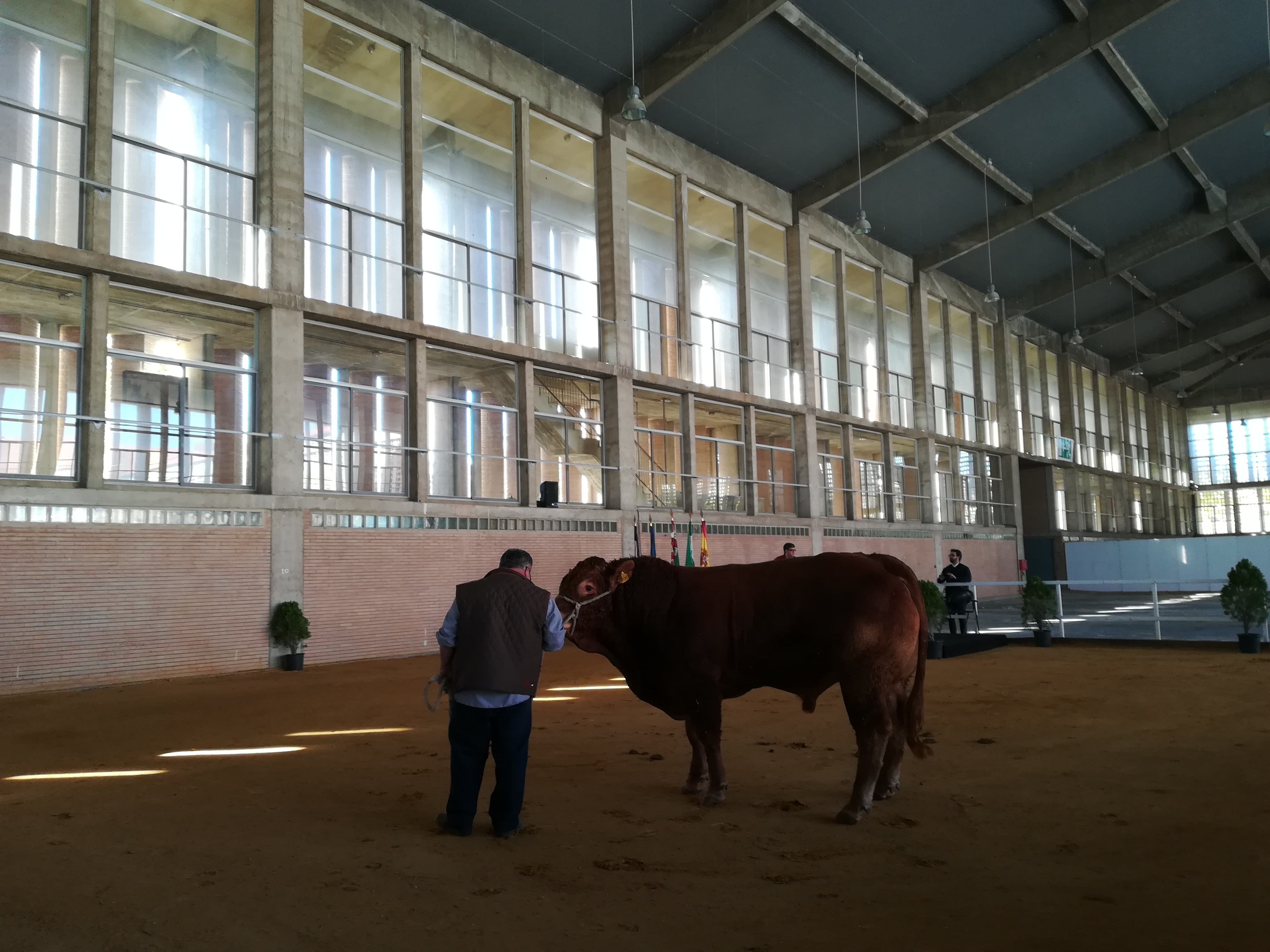
Subasta en Fegasur

El edificio se encuentra junto al Parque González Hontoria, en el Distrito Norte de la ciudad.

## Actividad
Aloja diversas actividades culturales y ferias, siendo especialmente importantes las ferias de ganado que fueron el origen de la actual Feria del Caballo.
En invierno destaca Juvelandia, con 25 ediciones.
Dependiendo del año, en diferentes fechas, los salones manga de Jerez y mangafest.
El recinto sirvió durante 7 meses como punto de vacunación contra la COVID-19.